# Rolando Omar Benenzon
Rolando Omar Benenzon (Buenos Aires, 24 settembre 1939) è un musicista e psichiatra argentino.

## Biografia
Studia musica presso il Collegium Musicum di Buenos Aires, successivamente assieme ad altri professionisti che collaborano con il Collugium si interessa all'uso della musicoterapia sia ricettiva sia espressiva, intendendo dimostrare il valore della formazione musicale nell'istruzione iniziando assieme agli altri ad introdurre le idee di Dalcroze, Martentot, Orff, Kodály e altri. Il suo contributo personale si ravvisa nel cercare di unire i suoi due grandi interessi la musica e la psichiatria.
Ne individuò, infatti, i risultati positivi nel trattamento di gravi malattie psichiatriche e iniziò a ricercarne l'applicazione per bambini autistici e psicotici. Ha fondato nel 1966 la "Scuola di Musicoterapia" nella Facoltà di medicina dell'Università del Salvador in Buenos Aires. Nel 1976 organizza e presiede il secondo congresso mondiale di musicoterapia tenutosi a Buenos Aires. Viene nominato coordinatore del gruppo di lavoro per la creazione di una federazione mondiale per la musicoterapia
Nel 1985 a Genova durante il quinto congresso mondiale di musicoterapia questo gruppo si trasforma in una commissione di cui Benezon viene eletto presidente; durante i lavori della commissione viene fondata la World Federation of Music Therapy. Da quel momento ne diventa, inoltre, membro onorario. Oggi la WFMT è l'unica organizzazione dedicata allo sviluppo e alla promozione della musicoterapia a livello mondiale.
Nel congresso di Washington del 1999 vengono individuati dalla World Federation of Music Therapy modelli teorici di riferimento per la pratica e l'applicazione della MT tra i quali la "Musicoterapia Benenzoniana" figura tra i cinque modelli eletti. Benenzon ha influenzato e continua ad influenzare lo sviluppo della musicoterapia in Argentina e nel mondo rivoluzionando i concetti che erano esistiti fino agli anni settanta del secolo scorso riguardanti il senso, l'importanza e il posto che il materiale sonoro non verbale ricopre e trova sede nella struttura della psiche.
Il suo concetto di ISO (Identità Sonora) è considerato il punto di partenza per la comprensione della complessità dei processi coinvolti nella percezione e nell'espressione sonoro-musicale, vocale e strumentale come pure della relazione degli esseri umani con gli strumenti musicali. È oggi una delle massime autorità della musicoterapia nel mondo.

## Opere
- La nuova musicoterapia (Phoenix, Roma, 1997)
- Manuale di musicoterapia (Borla, Roma, 1998)
- Musicoterapia esperienze di supervisione (Phoenix, Roma, 1999).